# Tungukambur
Tungukambur är en ås i republiken Island. Den ligger i regionen Västlandet, 40 km norr om huvudstaden Reykjavík.